# 藤原克忠
藤原 克忠（ふじわら の かつただ、延喜17年（917年）？ - 天徳2年7月19日（958年8月6日））は、平安時代中期の貴族。藤原南家、大納言・藤原元方の子。官位は従五位上・左少弁。

## 経歴
左衛門権佐を経て、天暦5年（951年）右少弁に任ぜられる。村上朝の前半に権右少弁・左少弁と弁官を務める一方で五位蔵人を兼ねて、天皇の身近に仕えた。また、時期は不明ながら弾正少弼を務め、位階は従五位上に至る。
天徳2年（958年）7月19日卒去。

## 官歴
- 時期不詳：従五位下
- 天暦4年（950年） 9月13日：見左衛門権佐[2]
- 天暦5年（951年） 5月22日：権右少弁[3]
- 天暦8年（954年） 日付不詳：見左少弁[4]
- 時期不詳：従五位上
- 天暦9年（955年） 9月13日：五位蔵人[5]
- 天暦11年（957年） 3月：見左少弁[6]
- 天徳2年（958年） 7月19日：卒去[4]

その他、時期は不明ながら弾正少弼を務めた。

## 系譜
『尊卑分脈』による。
- 父：藤原元方
- 母：藤原道明の娘
- 妻：不詳
  - 男子：藤原茂弘